# Angelina Probst
Angelina Probst (* 2. Juni 1986 in Neu-Delhi) ist eine deutsche Malerin und Designerin. Sie lebt und arbeitet seit 2007 in Berlin.
Angelina Probst wurde als 8. von 11 Kindern deutscher Eltern in Neu-Delhi, Indien geboren.
Sie wuchs u. a. in Indien, Russland und den USA auf. Ihre Muttersprache ist Englisch.
Sie ist Autodidaktin.
Zusätzlich besuchte sie in den Jahren 2003–2006 eine staatliche Schule für Grafik-Design in Karlsruhe.

## Werk
Die Künstlerin malt mit Vorliebe poppig-bunte Bilder, erotische und laszive Posen, Elemente der 30er/60er Jahre & surreale Traumwelten.
Ihre Kunst in ein bestimmtes Genre einzuordnen ist schwer – PopArt, moderne Kunst, erotic art – alles ist enthalten.
Oft vermischen sich alle oder mehrere dieser Elemente.
Dabei entstehen große Flächen, aber auch enorm detailreiche Abschnitte.
Jedes Werk entsteht in einem freien, dynamischen Schaffensprozess, das Ergebnis ist zu Beginn noch nicht bekannt.
Vorzugsweise arbeitet die Künstlerin mit Acryl auf Leinwand.

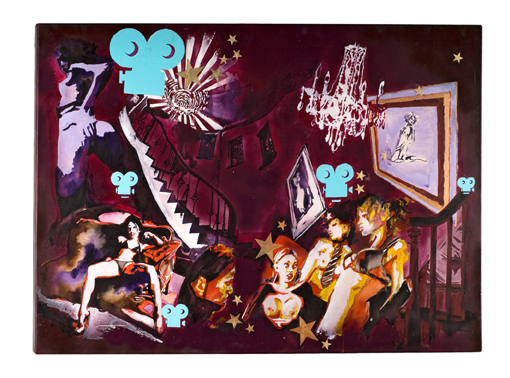
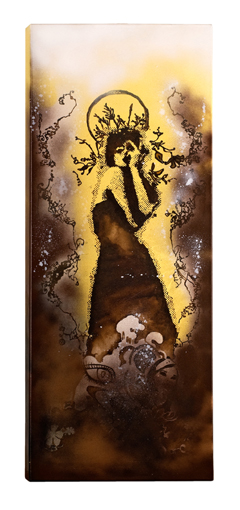
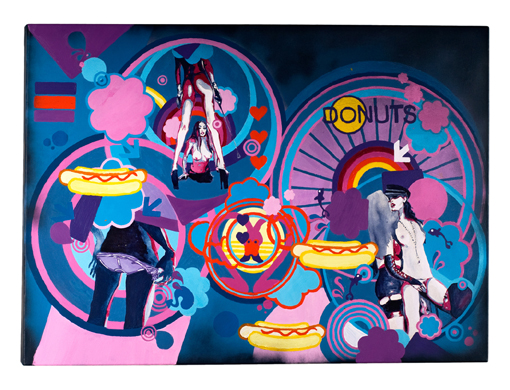
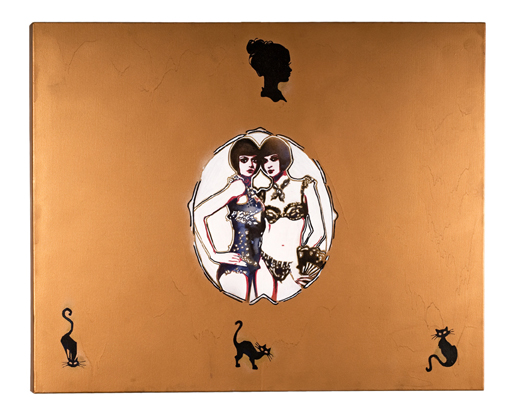

## Ausstellungen (Auswahl)
- 2007 – the sexiest gallery, Berlin, Ausstellung "disasterpiece I".
- 2008 – the sexiest gallery, Berlin, Ausstellung "disasterpiece II".
- 2008 – Galerie Golkar, Berlin, Ausstellung "Session No One", zusammen mit Jonathan Meese, Markus Prachensky, u. a.
- 2008 – Gallery Jarsbo, Arhus (Dänemark).
- 2008 – Gallery Filosofgangen, Odense (Dänemark), Ausstellung "Erotic Art Exhibition II", zusammen mit Lior Ron, (Tel Aviv), Paul Woods (Toulouse), Mary Delmage (London), Knud Axelsen (Dänemark).